# Tabanus columbus
Tabanus columbus är en tvåvingeart som beskrevs av David Fairchild 1942. Tabanus columbus ingår i släktet Tabanus och familjen bromsar. Inga underarter finns listade i Catalogue of Life.